# Стамбули, Анри
Анри Стамбули (фр. Henri Stambouli; 5 августа 1961, Оран — 17 ноября 2023, Дакар) — французский футболист и тренер турецкого происхождения.

## Карьера
В качестве футболиста выступал на позиции вратаря. Долгое время Стамбули находился в составах «Монако» и «Марселя», однако за основы команд он выступал крайне редко — в основном, голкипер довольствовался матчами за их резерв.
После окончания карьеры Анри Стамбули возглавил второй состав «Марселя», а затем — вошёл в тренерский штаб главной команды. В сезоне 1994/95 он руководил «южанами» после их отправки во второй дивизион из-за дела ОМ-ВА (подкупа игроков «Валансьена»). По итогам сезона Стамбули привёл «Марсель» к победе в Лиге 2, однако из-за финансовых проблем клуб отказался от возвращения в элиту.
В дальнейшем специалист работал с «Седаном», швейцарским «Сьоном», сборными Гвинеи и Мали. С последней он в 2004 году занял четвёртое место на Кубке африканских наций в Тунисе. В 2008 году непродолжительное время являлся наставником сборной Того. Француз покинул свой пост из-за постоянных и непреодолимых противоречий с руководством местной федерацией футбола.
После двух сезонов с «Истром» Стамбули являлся директором центра подготовки молодых футболистов «Марселя» и «Монпелье». В 2014 году Анри Стамбули должен был вернуться к тренерской деятельности. Предполагалось, что он возглавит сборную Коморских островов. Однако в итоге её наставником стал Амир Абду, изначально рассматривавшийся в качестве помощника Стамбули.
В 2021 году непродолжительное время работал с алжирским клубом «Кабилия».

## Достижения

### Футболиста
- Обладатель Кубка Альп: 1984
- Финалист Кубка Франции: 1983/84

### Тренер
- Победитель французской Лиги 2: 1994/95
- Обладатель Кубка Марокко: 2005
- Финалист Суперкубка КАФ: 2006
- Серебряный призёр чемпионата Марокко (2): 2004/05, 2005/06

## Семья
Отец Анри Стамбули Жерар Банид (род. 1936) также играл в футбол, а позднее — был главным тренером «Монако», «Марселя» (именно в период его работы с ними в составах команд находился Стамбули), а также входил в тренерский штаб сборной Франции.
Сын Анри Бенджамен Стамбули (род. 1990) также стал футболистом и выступал за «Тоттенхэм Хотспур», «Пари Сен-Жермен», «Шальке 04» и молодёжную сборную Франции.
Умер 17 ноября 2023 года в возрасте 62 лет.